# (24816) 1994 VU6
1994 في يو 6 (ويعرف أيضًا باسم (24816) 1994 في يو 6 وفق تسمية الكوكب الصغير) (بالإنجليزية: 1994 VU6)‏ هو كويكب ضمن حزام الكويكبات؛ وترتيبه 24816 من حيث الاكتشاف.
اكتُشف هذا الجُرم الفلكي بواسطة Kin Endate ‏ في 1 نوفمبر 1994.

## وصلات خارجية
- (24816) 1994 VU6 في قاعدة بيانات مختبر الدفع النفاث لأجرام النظام الشمسي الصغيرة

- الاكتشاف · مخطط المدار ·  العناصر المدارية · المعلمات المادية

- (24816) 1994 VU6 على موقع ويكي سكاي: DSS2, SDSS, GALEX, IRAS, Hydrogen α, X-Ray, Astrophoto, Sky Map, Articles and images